# Nikos Engonopoulos
Nikos Engonopoulos (gr. Νίκος Εγγονόπουλος; ur. 21 października 1907 w Atenach, zm. 31 października 1985 tamże) – grecki malarz, poeta, scenarzysta i ilustrator.

## Życiorys
W 1938 roku ukończył studia na Ateńskiej Akademii Sztuk Pięknych, kształcił się następnie w Monachium i we Włoszech. Współpracował przy tworzeniu jednego z malowideł ściennych, które znalazły się w kolekcji Galerii Narodowej w Atenach.
Pod koniec lat 30. XX wieku rozpoczął pracę wykładowcy na Politechnice Narodowej w Atenach, gdzie w 1967 roku został profesorem malarstwa. W 1954 roku wziął udział w 27. Biennale w Wenecji, rok później uczestniczył w 3. Biennale w São Paulo.

## Wybrane obrazy[2][3]
- Νίκος Εγγονόπουλος. Ο Ορφέας του Υπερρεαλισμού (1933)
- Ο Φτωχοπρόδρομος (1933)
- Μεταθανάτια αυτοπροσωπογραφία (1940)
- Ο Αϊ Γιώργης (1947)
- Ο ταύρος των εορτών (1947)
- Αργώ (1948)
- Εμφύλιος πόλεμος (1948)
- Ο εμφύλιος πόλεμος (1948)
- Ο Καβάφης (1948)
- Ορφεύς, Ερμής και Ευρυδίκη (1948)
- Ο Μερκούριος Μπούας (1953)
- Αρραβώνες (1954)
- Ο Ερμής (1955)
- Οδυσσεύς και Καλυψώ (1956)
- Ο ναύτης με το λουλούδι (1963)
- Ο Ορφεύς (1968)
- Ο ζωγράφος και το μοντέλο του (1970)
- Μεσογειακή μούσα (1984)

## Poezje[1]
- Μην ομιλείτε εις τον οδηγόν (1938)
- Κλειδοκύμβαλα της σιωπής (1939)

## Nagrody i odznaczenia[1]
- I Nagroda Poetycka Ministerstwa Edukacji Narodowej i Spraw Religijnych (1958)
- Złoty Krzyż Orderu Jerzego I (1966)